# 刘亚楼
刘亚楼（1910年4月8日—1965年5月7日），原名刘振东，曾用名王松、萨沙（Лю Ялоу），福建武平人。中国人民解放军高级将领，空军上将军衔，1949年建国后第一任空军司令员。
刘亚楼1929年加入中国共产党，同年参加中国工农红军。第一次国共内战时期，任闽西游击队排长，红四军随营学校学员班长，红十二军连长、营长兼营政治委员，红四军第三纵队八支队政治委员，第十二师三十五团政治委员，第十一师政治委员，红一军团第二师政治委员，第一师师长，陕甘支队第二纵队副司令员，红一军团第二师师长。参加长征。抗日战争时期，任抗日军政大学训练部部长、教育长。1939年赴苏联入伏龙芝军事学院学习。解放战争时期，任东北民主联军、东北野战军、东北军区参谋长，第四野战军十四兵团司令员。中华人民共和国成立后，终身担任中国人民解放军空军司令员，负责组建中国人民解放军的空中力量。此外，他还兼任国防部副部长兼国防部第五研究院院长、国防科委副主任等职。

## 生平

### 早年
1924年入湘店高等小学，1926年考入长汀省立第七中学（现长汀县第一中学）。不久辍学回乡，任教于崇德小学，在校长刘克模的引导下，开始从事革命活动。曾联络48名青年成立“铁血团”，并被推举为农民组织“大青年会”领导人。
1929年8月，刘亚楼加入中国共产党，9月参加中国工农红军，在闽西游击队任班长、排长。12月入红四军随营学校学习。1930年起，刘亚楼历任红十二军连长、营长兼政治委员，红四军第三纵队第八支队政治委员，曾参加文家市、第二次攻打长沙和吉安等战斗。后任第十二师三十五团政治委员，第十一师政治委员，红一军团第二师政治部主任、政治委员等职，参加了中央苏区历次反围剿战争。
1934年10月，刘亚楼参加长征，与师长陈光率部担任前卫，强渡乌江，为红军大部队渡江打开通道；后又指挥部队攻占遵义、娄山关。在大渡河畔，派遣下属红四团，攻占泸定桥。1935年6月红一、红四方面军会师后，任红一军团第一师师长、陕甘支队第二纵队副司令员。到陕北后，任红一军团第二师师长，参加直罗镇战役、东征战役。1936年6月入抗日红军大学学习，毕业后任抗日军政大学训练部部长。

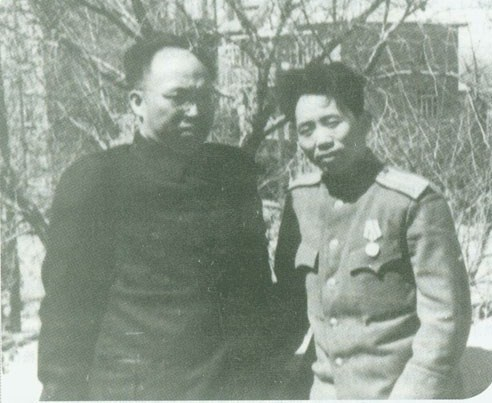
1946年，身着苏军少校军服的刘亚楼和罗荣桓在大连。

### 抗日战争时期
1938年1月，刘亚楼任抗大教育长，协助罗瑞卿等组织教学工作。1939年到苏联，入伏龙芝军事学院学习。1942年11月通过论文答辩。毕业后的1943年，刘亚楼、卢冬生和杨至成被分配至苏联远东军区伯力，至步兵88旅工作。
1945年8月，苏联红军对日宣战，刘亚楼随苏联红军进军东北，担任参谋。在作战中，一次苏联空军与地面部队的协同中出现问题，导致苏军地面部队遭到苏联空军轰炸，事故原因是一条命令没有得到有效传达，该命令曾通过刘亚楼传达，刘亚楼一度被判死刑，后调查得以幸免。日本战败后，刘亚楼留在苏联红军驻华部队，负责苏联红军和八路军的联络。

### 第二次国共内战时期

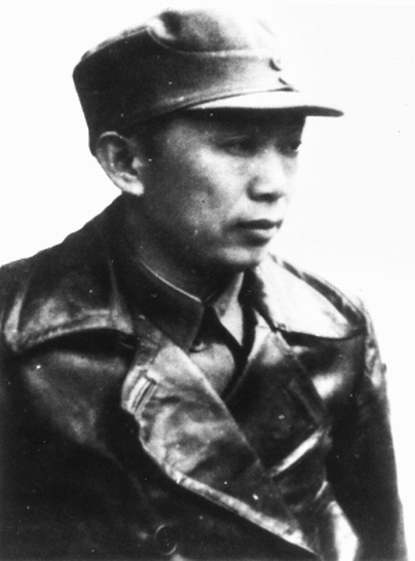
刘亚楼在第二次国共内战期间，多在军服外穿一件皮衣。

刘亚楼化名王松少校，在旅大的苏军政治部门做民政工作，实际是苏方同中共联系的一名联络官，对大连市委书记韩光说：“苏方是支持我们搞土改的，开会斗争地主消灭封建剥削也应该做，只是要求我们采用双方都能接受的方式进行。苏方主要是顾忌美、蒋抓住把柄攻击苏联，从而给苏联在外交上造成被动。只要我们把斗争大会关在屋子里开，不让美、蒋特务拍照登报，苏方是不会再干涉的。”苏联根据中苏条约把沈阳交给国民政府后，中共从旅大运送物资的陆地交通被阻塞，一切支前物资的运出都经过苏军控制的海道。苏方对中共在旅大运送物资的情况是清楚的，多次向旅大地委表示，把东西都拿走不利于大连本地生产的恢复，会把大连拿垮。旅大党组织的很多人对苏方意图也不摸底，始终对苏方是否会把大连像沈阳、长春、哈尔滨那样交给国民党也无把握。不少人认为，与其坐等苏联把大连交出去，不如让解放区多拿一些东西为好。刘亚楼把了解的情况告诉旅大地委，尤其对旅大政权交不交的问题，认为苏联不会把当地政权轻易交给国民党，从对苏利益角度来说，苏方认为旅大掌握在我们手中会对他们更有利。
刘亚楼要大连市委书记韩光帮助他和中共中央联系。大连市委书记韩光把刘亚楼的情况和要求向东北局做了汇报，不久东北局复电同意他回来工作。东北局副书记罗荣桓，1946年2月下旬至5月上旬在大连休息治疗肾病，韩光把刘亚楼带到罗的住处，刘亚楼当面向罗提出了回东北民主联军工作的要求。罗考虑到当时东北战场正需要人才，刘亚楼既有国内革命战争经验，也有苏德战争的经验，是个难得的将才，回到我军工作十分适宜。经罗的推荐，刘亚楼转回我军后不久，1946年5月中央任命他为东北民主联军参谋长，兼任东北民主联军航空学校校长，代号103，与林彪、罗荣桓一起成为东北中国共产党武装力量的指挥核心。作为东北民主联军参谋长，刘亚楼着力加强司令部机关的基本建设，举办参谋训练队，翻译《红军参谋业务条令》，培养和提高参谋人员的业务能力，并组建测绘学校，训练绘制军用地图的专门人才。同时参与组织指挥三下江南四保临江战役和东北1947年夏、秋、冬季攻势作战。1947年6月28日，东北民主联军开始以“林罗刘”之称号合署一切文件，指挥作战。
1948年1月，刘亚楼任东北野战军和东北军区参谋长，6月任中共中央东北局委员，协助林彪、罗荣桓组织实施辽沈战役和入关行动。平津战役中，任天津前线指挥部总指挥，指挥进攻天津，经29小时激战，俘国军司令陈长捷。1949年3月，刘亚楼任第四野战军参谋长；同年4月，刘亚楼改任第四野战军第14兵团司令员、中共中央华中局委员，率部进军中南。1949年5月中旬，刘亚楼突然被毛泽东告知，中共高层意向由他负责组建空军。1949年8月，刘亚楼率领代表团赴苏联争取援建解放军空军，8月24日与苏联达成协议帮助解放军创办航校6所，航校配备飞机434架，援华专家878名，1年速成毕业飞行员350至400名计划编成3个师，已经训练出的110名飞行员再经半年改装和战斗课目训练组建1个战备值班的混合航空兵师。

### 中华人民共和国成立后
1949年10月25日，刘亚楼被任命为中国人民解放军空军首任司令员，11月11日，空军司令部正式成立，刘亚楼开始着手组建空军。1950年6月，空军首支部队第四混成旅在南京成立。此后，刘亚楼遵照毛泽东“边打边建”的方针，参与组织中国人民志愿军空军入朝参战。在组建空军过程中，刘亚楼提出“从空战中锻炼、在战斗中成长” 的指导方针，认为不经历作战是无法成为强大的空军的，新成立的解放军空军虽然没有经验，但也要勇于去与世界第一的空军主动作战，方可得到锻炼。这一方针使得中国空军在朝鲜战场上锻炼出了一大批优秀的王牌飞行员，包括日后成为空军司令员的王海。

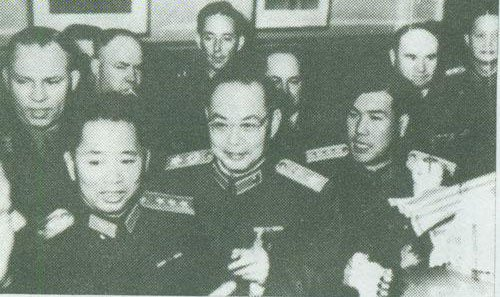
1957年，叶剑英、刘亚楼在苏联。

1955年，刘亚楼被授予空军上将军衔，获一级八一勋章、一级独立自由勋章和一级解放勋章。曾总结制定“一域多层四四制”的航空部队战术原则；提出“稳步前进、完成计划、提高质量、保证安全”的飞行训练方针；主持编写空军首批各种条令、条例、教材、操典和训练大纲；先后领导建立空军学院、空军工程学院、高级专科学校、航空学校、航空预备学校等29所院校。1957年跟随中国军事代表团赴苏联参加十月革命四十周年纪念活动。1959年9月，兼任国防部副部长，1960年3月任国防部第五研究院院长，4月任国防科学技术委员会副主任。1964年，兼任中国人民航空运动协会名誉主席。
刘亚楼是第一至第三届中华人民共和国国防委员会委员、中共第八届中央委员。1964年9月，刘亚楼在出访归来后罹患肝癌。1965年病重，赴上海住院治病，5月7日在上海病逝，享年55岁。刘亚楼病逝后，中共中央在北京中山堂为其举办葬礼。除毛泽东和陈云外，其他中央政治局常委都出席了公祭大会。公祭大会后，刘亚楼的灵车由刘少奇、林彪护送，前往八宝山革命公墓。
文化大革命爆发前，毛泽东引导众人对罗瑞卿进行批判揭发，叶群依政治形势表态称罗瑞卿曾通过刘亚楼传达四条意见，内容为林彪身体不好，不用多请示林彪意见，有事情请示罗瑞卿即可。此内容意在指出罗瑞卿在夺林彪的权。接替空军司令员的吴法宪也在1965年12月给林彪写了一封证明信，信中说刘亚楼在去世前曾叮嘱吴法宪“不要上罗瑞卿的当”，“不知居心何在”，指出罗瑞卿在搞阴谋。因刘亚楼去世，死无对证，罗瑞卿受到批判。文化大革命后，中国人民解放军总政治部为此事证明，刘亚楼死前并无所谓遗言。

## 著作
- 《平津战役回忆录》刘亚楼 等，1961-03 北京出版社
- 《刘亚楼军事文集》蓝天出版社 / 2010

## 家庭
早年在家中有一童养媳，刘亚楼参加红军后童养媳改嫁。
在抗大期间，与女学生员凌漪结婚，并生有长子刘煜南。刘亚楼在苏联期间，员凌漪听信传言，误以为刘亚楼已经身亡，遂改嫁另一位红军干部。
刘亚楼得知后，与中共早期领导人苏兆征之女苏丽娃结婚，生有一子刘煜奋。苏丽娃怀孕生产期间刘亚楼与孙维世发生婚外情，并与同样和孙维世有婚外情的林彪发生冲突。不久后与苏丽娃离婚。
1946底年经介绍，刘亚楼结识中苏混血小学女教员翟云英，1947年结为夫妻，生有女儿刘煜鸿、刘煜珍，儿子刘煜滨。

## 其他
2016年8月25日，刘亚楼在黑龙江哈尔滨市曾居住的旧址连同东北民主联军前线指挥部警备连旧址、东北民主联军独立团旧址和独立团炊事班旧址等7所房屋被强行拆除。而当地政府表示被拆除的旧址破坏严重、难以修复。

## 影視形象
- 1991年，大决战之辽沈战役（张卫国饰）
- 1992年，大决战之平津战役（张卫国饰）
- 2009年，建國大業（赵宁宇饰）
- 2009年，解放（须士川饰）
- 2017年，绝密543（郭旭新饰）
- 2020年，跨过鸭绿江、2024年，我们的队伍向太阳（王少敏饰）
- 2021年，大决战（王亚楠饰）